# Kraj Krasnodar
De kraj Krasnodar (Russisch: Краснодарский край; Krasnodarski kraj) is een kraj in de Russische Federatie.

## Geografie
Met een naar Russische normen bescheiden oppervlakte van 76.000 km² is Krasnodar zo groot als de Benelux, die echter vijf keer zo veel inwoners heeft. Met een bevolking van 5.838.273 inwoners in 2021 is het de dichtstbevolkte kraj van het land.
Ruim een kwart van de bevolking leeft in de vier grootste steden, vooral in de gelijknamige hoofdstad Krasnodar (644.800 inwoners). Andere grote steden zijn Sotsji (328.800), Novorossiejsk (231.900) en Armavir (193.900). Volgens schattingen wonen anno 2008 in de hoofdstad inmiddels ruim 700.000 mensen. De twintig grootste steden, met in totaal 2,3 miljoen inwoners, zijn alle gesticht aan bevaarbaar water. Zo liggen Krasnodar en Armavir aan de rivier de Koeban, terwijl de belangrijkste haven Novorossiejsk en het vakantie-oord Sotsji aan de Zwarte Zee liggen.
De Zwarte Zee ligt ten zuidwesten van Krasnodar en is via de Straat van Kertsj verbonden met de Zee van Azov in het noordwesten. Via de Krimbrug over de Straat van Kertsj is Krasnodar sinds 2018 verbonden met het Oekraïense schiereiland de Krim. Ten noorden van de Zee van Azov ligt Oekraïne, dat geen landgrens heeft met Krasnodar. Van daaruit kloksgewijs liggen als buurregio's de oblast Rostov, de kraj Stavropol, de autonome republiek Karatsjaj-Tsjerkessië, en in het zuiden de opstandige deelrepubliek Abchazië van Georgië.
Binnen de grenzen ligt, aan de voet van de Kaukasus en aan de zuidoever van de Koeban, een enclave, de autonome republiek Adygea die eveneens deel uitmaakt van Rusland. De rivier de Koeban verbindt Adygea met de stad Krasnodar en de Zee van Azov.
Klimatologisch gezien valt de kraj uiteen in twee afzonderlijke gebieden. Het zuidelijke zeewaarts gelegen gebied ligt in het westen van de Noordelijke Kaukasus en heeft een mediterraan klimaat. Noordelijk – zo'n twee derde van de kraj – bestaat uit steppe en heeft een landklimaat. Het gebied is belangrijk voor de wijnbouw in Rusland.
De hoofdstad ligt aan de Koeban en meeste mensen wonen in het stroomgebied daarvan, traditioneel Kozakken-land. De Koeban-Kozakken worden beschouwd als etnische Russen. Een andere aanzienlijke minderheid zijn de Armeniërs, die hier al sinds de 18e eeuw zijn komen wonen. Ook wonen er nog een klein aantal etnische Assyriërs in het dorp Oermia, die ook nog steeds Aramees spreken.

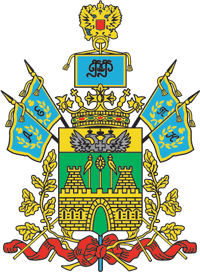
wapen van de kraj tussen 1995 en 2004

## Districten
Kraj Krasnodar is naast de steden (stadsdistricten) Armavir (A), Gelendzjik (G), Gorjatsji Kljoetsj (GK), Krasnodar (K), Novorossiejsk (N) en Sotsji verder onderverdeeld in 38 districten:
| - Abinski - Anapski - Apsjeronski - Beloglinski - Beloretsjenski - Brjoekchovetski - Dinskoj - Goelkevitsjski - Jejski - Kalininski - Kanevskoj - Kavkazski - Koerganinski - Koesjtsjovski - Korenovski - Krasnoarmejski - Krylovski - Krymski - Labinski | - Leningradski - Mostovski - Novokoebanski - Novopokrovski - Oespenski - Oest-Labinski - Otradnenski - Pavlovski - Primorsko-Achtarski - Severski - Sjtsjerbinovski - Slavjanski - Starominski - Tbilisski - Temrjoekski - Tichoretski - Timasjovski - Toeapsinski - Vyselkovski |